# マザーシップ・コネクション
『マザーシップ・コネクション』（Mothership Connection）は、アメリカ合衆国のファンク・バンド、パーラメントが1976年に発表した4作目のスタジオ・アルバム。

## 背景
本作で初登場したキャラクター「スター・チャイルド」は、パーラメントの後の作品において、ファンクと敵対するキャラクター「サー・ノウズ・ディヴォイドオブファンク」との戦いを繰り広げていく。なお、本作の「アンファンキー・UFO」は、サー・ノウズ・ディヴォイドオブファンクの登場が暗示された曲とみなされている。
元JBズのフレッド・ウェズリーとメイシオ・パーカーが、本作よりパーラメントのホーン・セクションの一員となった。

## 反響
アメリカの総合アルバム・チャートBillboard 200では13位に達し、バンド初の全米トップ40アルバムとなった。また、『ビルボード』のR&Bアルバム・チャートでは4位に達し、同チャートにおける初のトップ10入りを果たした。1976年9月には、RIAAによりプラチナディスクに認定された。

## 評価・影響
Jason Birchmeierはオールミュージックにおいて満点の5点を付け「Pファンクの膨大なカタログの中でも、『マザーシップ・コネクション』は最良の入門編である」と評している。『ローリング・ストーン』誌が2003年に選出した「オールタイム・グレイテスト・アルバム500」では274位にランク・インし、後の改訂では276位となった。
ドクター・ドレーは、1992年のアルバム『ザ・クロニック』において、本作からの「ピー・ファンク」と「マザーシップ・コネクション」をサンプリングしている。

## 収録曲
Side 1
1. ピー・ファンク - "P. Funk (Wants to Get Funked Up)" (George Clinton, Bootsy Collins, Bernie Worrell) - 7:41
2. マザーシップ・コネクション - "Mothership Connection (Star Child)" (G. Clinton, B. Collins, B. Worrell) - 6:13
3. アンファンキー・UFO - "Unfunky UFO" (G. Clinton, B. Collins, Garry Shider) - 4:24

Side 2
1. スーパー・ファンク - "Supergroovalisticprosifunkstication" (G. Clinton, B. Collins, G. Shider, B. Worrell) - 5:04
2. ハンドカフス - "Handcuffs" (G. Clinton, Glenn Goins, Janet McLaughlin) - 4:03
3. ギヴ・アップ・ザ・ファンク - "Give Up the Funk (Tear the Roof off the Sucker)" (Jerome Brailey, G. Clinton, B. Collins) - 5:48
4. ファンキー・オール・ナイト - "Night of the Thumpasorus Peoples" (G. Clinton, B. Collins, G. Shider) - 5:11

### 2003年リマスターCDボーナス・トラック
1. スター・チャイルド（マザーシップ・コネクション）（プロモ・ラジオ・ヴァージョン） - "Star Child (Mothership Connection) (Promo Radio Version)" (G. Clinton, B. Collins, B. Worrell) - 3:08

## 参加ミュージシャン
- ジョージ・クリントン - ボーカル、リズム・アレンジ
- ブーツィー・コリンズ - ギター、ベース、ドラムス、パーカッション、ボーカル、リズム・アレンジ
- バーニー・ウォーレル - キーボード、シンセサイザー、ホーン・アレンジ
- ゲイリー・シャイダー - ギター、ボーカル
- グレン・ゴインズ - ギター、ボーカル
- マイケル・ハンプトン - ギター
- コーデル・モースン - ベース
- ティキ・フルウッド - ドラムス、パーカッション
- ジェローム・ブレイリー - ドラムス、パーカッション
- ゲイリー・クーパー - ドラムス、パーカッション、バッキング・ボーカル、手拍子
- フレッド・ウェズリー - ホーン、ホーン・アレンジ
- メイシオ・パーカー、マイケル・ブレッカー、ランディ・ブレッカー、Boom、ジョー・ファレル - ホーン
- カルヴァン・サイモン、ファジー・ハスキンズ、グラディ・トーマス、レイモンド・デイヴィス - ボーカル
- デビー・エドワーズ、タカ・カーン、アーチー・アイヴィー、ブライナ・チメンティ、ラスプーチン・ブーティ、パム・ヴィンセント、デブラ・ライト、シドニー・バーンズ - バッキング・ボーカル、手拍子